# Zhang Dan (Badminton)

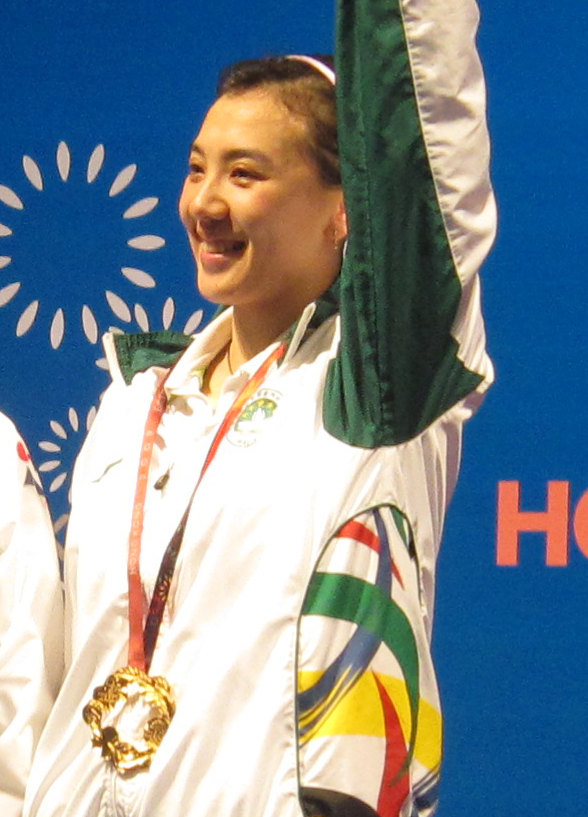
Zhang Dan, 2009

Zhang Dan (chinesisch 张丹, Pinyin Zhāng Dān, * 16. Januar 1982) ist eine Badmintonspielerin aus der Volksrepublik China, die mittlerweile für Macau startet.

## Karriere
Zhang Dan gewann 2004 die Thailand Open im Damendoppel mit Zhang Yawen. Ein Jahr später wurden beide bei der Weltmeisterschaft Dritte. 2005 gewannen sie auch die Singapur Open und wurde Zweite bei den Thailand Open. 2007 gewann Zhang Dan zwei Medaillen bei der Universiade. Seit 2008 startet sie für Macau.

## Sportliche Erfolge
| Saison | Veranstaltung     | Disziplin   | Platz | Name                    |
| ------ | ----------------- | ----------- | ----- | ----------------------- |
| 2004   | Thailand Open     | Damendoppel | 1     | Zhang Dan / Zhang Yawen |
| 2004   | German Open       | Damendoppel | 1     | Zhang Dan / Zhang Yawen |
| 2005   | Weltmeisterschaft | Damendoppel | 3     | Zhang Dan / Zhang Yawen |
| 2005   | Singapur Open     | Damendoppel | 1     | Zhang Dan / Zhang Yawen |
| 2005   | Thailand Open     | Damendoppel | 2     | Zhang Dan / Zhang Yawen |
| 2005   | China Open        | Damendoppel | 3     | Zhang Dan / Zhang Yawen |
| 2007   | Universiade       | Damendoppel | 3     | Zhang Dan / Wang Lin    |
| 2007   | Universiade       | Mixed       | 3     | Chen Hong / Zhang Dan   |
| 2008   | China Masters     | Damendoppel | 2     | Zhang Dan / Zhang Zhibo |